# Edmund A. Walsh
Pour les articles homonymes, voir Walsh.
Compléments
Walsh est le fondateur de l'École des affaires étrangères de l'université de Georgetown
Edmund Aloysius Walsh, né le 10 octobre 1885 à Boston (Massachusetts) et mort le 31 octobre 1956 à Washington, D.C., est un prêtre jésuite américain, écrivain et professeur de géopolitique, fondateur de l'École des affaires étrangères de l'université de Georgetown, qui porte son nom. Il est plusieurs fois appelé au service de la diplomatie du Vatican.

## Biographie

### Jeunesse et formation
Formé dans les écoles publiques de Boston et à la Boston College High School, Edmund Walsh abandonne son rêve de jeunesse — l'académie navale d'Annapolis, au Maryland — pour entrer dans la Compagnie de Jésus (14 août 1902). Les deux années de noviciat terminées à Frederick (Maryland) il poursuit une formation jésuite traditionnelle d'études classiques, philosophie et théologie qui le conduisent à l'université de Georgetown, à Dublin, Londres et finalement au théologat jésuite d'Innsbruck (Autriche) pour la théologie qu'il termine cependant au Woodstock college, la Première Guerre mondiale l'ayant contraint à rentrer dans son pays. Il est ordonné prêtre le 28 juin 1916, à Woodstock.

### Missions pontificales
Alors qu'il fait son Troisième An à Paray-le-Monial en France, il est appelé à Rome (février 1922) où le Saint-Siège lui confie une première mission. Une grave famine frappe la Russie et des échos en sont parvenus en Occident. Pie XI nomme le père Walsh comme directeur d'une mission pontificale de soutien matériel, l'autorisant à joindre ses efforts à ceux de l'American Relief Administration, qui opérait déjà en Russie. De mars 1922, date à laquelle il arrive à Moscou, jusqu'à la fin de la mission (novembre 1923), Walsh organise et supervise la distribution de vivres et de médicaments, notamment pour les enfants, atteignant 50 000 personnes par jour en différents lieux.  
Sur place il est un observateur officieux du Saint-Siège, et est témoin de la répression systématique exercée par le gouvernement [Communisme|communiste] sur les prêtres catholiques encore présents dans le pays, ainsi que du procès inique, suivi de l’emprisonnement, de l’archevêque de Saint-Pétersbourg (alors appelée ‘Petrograd’), le polonais Jan Cieplak. Au cours de cette même mission il obtient du gouvernement bolchevik les reliques du saint jésuite polonais, André Bobola, qui auraient sinon été détruites. Il les ramène à Rome. 
Ce séjour en Russie fait de lui un adversaire résolu du communisme, qu’il juge contraire aux valeurs démocratiques. En 1928, il publie un premier livre sur la ‘chute de l’empire russe et la montée du bolchevisme’.
Comme il s’est avéré avoir un don réel pour la diplomatie, le Saint-Siège fait de nouveau appel au père Walsh, en avril 1929, alors qu’il dirigeait l’école des affaires étrangères à l’Université de Georgetown (un département qu’il avait fondé en 1919). Il est nommé comme troisième membre d'un comité spécial, comprenant Dwight Morrow (en), ambassadeur américain au Mexique et Miguel Cruchaga Tocornal (es), ancien ambassadeur du Chili aux États-Unis, chargé de trouver un modus vivendi entre l'Église et le gouvernement anticlérical du Mexique.
Peu après, en mars 1931, il est sollicité par Pie XI et le Supérieur général des Jésuites, Wlodimir Ledóchowski, et envoyé en Irak pour y étudier la possibilité d'ouvrir une école jésuite. Son rapport mena à la fondation (1932) du collège jésuite de Bagdad, dirigé par des jésuites américains.
En partie à cause de son expérience en Russie, Walsh est devenu une autorité reconnue sur le communisme marxiste. Ce qui le conduit à s'opposer à la décision du président Roosevelt de reconnaître le gouvernement de l'Union soviétique en 1933.

### Après laSeconde Guerre mondiale
Le père Walsh n'a pas joué un rôle actif durant la Seconde Guerre mondiale. Cependant après la victoire des Alliés, en juillet 1945, il est invité comme consultant de la ‘commission des crimes de guerre‘ au procès de Nuremberg. Sa mission y était double: investiguer l’étendue de la persécution à base religieuse par le régime nazi et préparer une déclaration sur l'utilisation de la géopolitique par l'Allemagne pour justifier son agression contre d'autres états souverains. C'est notamment lui qui interrogea le général Karl Haushofer pour déterminer s'il devait être soumis au tribunal des crimes de guerre, ou non. 
En novembre 1947, il est envoyé au Japon, comme visiteur canonique par le supérieur des Jésuites, le père Janssens pour y évaluer la présence de la Compagnie de Jésus dans ce pays qui sort vaincu d’une guerre dévastatrice. Durant cette visite qui dura plusieurs mois (jusqu’en mars 1948), il rencontre chaque membre de la mission jésuite du Japon et visite les communautés. A la fin de cette visite, il insiste sur la nécessité d’y ouvrir une école de langue japonaise (pour les missionnaires étrangers qui sont appelés à œuvrer au Japon) et recommande au Supérieur général d’ériger la mission en vice-province jésuite autonome. 
Gravement malade depuis novembre 1952, le père Edmund A. Walsh s’éteint à l’infirmerie jésuite de Georgetown University (Washington D.C.), le 31 octobre 1956.

## Écrits
- The Fall of the Russian Empire: The Story of the Last of the Romanovs and the Coming of the Bolshevik, Boston, 1928.
- The Moral Basis of International Law and International Peace, Tokyo, 1948.
- Total Power. A Footnote to History, Garden City, 1949.
- Total Empire, Milwaukee, 1951.